# Galina Petrowna Tajoschnaja
Galina Petrowna Tajoschnaja (russisch Галина Петровна Таёжная; * 1914 in Moskau als Galina Petrowna Tscheschuina, russisch Галина Петровна Чешуина; † 1982) war eine sowjetische Bildhauerin und Skirennläuferin.
Galina Tajoschnaja war die Tochter des Bildhauers Pjotr Tajoschny-Tscheschuin. Sie und ihre Schwester Olga Tajoschnaja wurden beide ebenfalls Bildhauerinnen. Außerdem war sie aktive Skisportlerin und wurde 1940 die erste sowjetische Meisterin in der Alpinen Abfahrt. Bei den ersten Meisterschaften im Alpinskilauf der Frauen ein Jahr zuvor war nur ein Slalom durchgeführt worden. Ebenfalls 1940 fuhr sie als erste Frau auf Skiern vom Ostgipfel des Elbrus ab, gemeinsam mit ihrem Lehrer Wadim Gippenreiter und bereits ein Jahr nach dessen erster Abfahrt von diesem Gipfel. Sie wurde als Meister des Sports geehrt. Tajoschnaja starb 1982 und wurde auf dem Donskoi-Friedhof in Moskau im Grab ihrer Eltern beigesetzt.